# محبت‌ها
محبت‌ها(به هندی:मोहब्बतें، محبتین (Mohabbatein)): نام فیلم موزیکال درام عاشقانه به کارگردانی آدیتیا چوپرا ساخت سال ۲۰۰۰ است. این دومین فیلم آدیتیا چوپرا پس از دلشکستهٔ شجاع عروس را می‌برد است که در هند و انگلستان فیلمبرداری شده بود. این فیلم آمیتاب باچان و شاهرخ خان را در نقش‌های اصلی به همراه ۶ بازیگر تازه‌وارد دارد. آیشواریا رای فقط در فلاش بک‌ها درنقش عشق گذشتهٔ خان حضوردارد. موسیقی فیلم را جاتین لالیت و متن شعرها را آناند بخشی تنظیم کرده‌اند. محبت‌ها، اولین فیلمی است که خان و باچان در کنار هم حضور می‌یابند.
این فیلم هم از نظر انتقادی وهم تجاری موفق بود و تبدیل به دومین فیلم پرفروش سال شد و لقب پرفروش گرفت. همچنین جوایزی از جمله جایزه فیلم‌فیر برای بهترین بازیگر مرد از دید منتقدین (شاهرخ خان) وبهترین بازیگر نقش مکمل مرد (آمیتاب باچان) گرفت.

## داستان
نارایان شانکر (آمیتاب باچان) مدیر سختگیر دانشگاه معتبر تمام پسرانهٔ گورکول است که بر سنت نظم وانضباط تأکید دارد. او ۲۵ سال دانشگاه را اداره کرده‌است و دانش آموزان را از عاشق شدن منع کرده و هرکه را هم که عاشق شده، اخراج کرده‌است. داستان حول محور سه دانشجو به نام‌های سمیر (جوگال هانسراج)، ویکی (اودای چوپرا) و کاران (جیمی شرگیل) می‌چرخد که همهٔشان عاشق می‌شوند. سمیر به سانجانا (کیم شارما) که دوست دوران کودکی اش است، ویکی به ایشیکا (شامیتا شتی) که یکی از دانشجویان دانشگاه تمام دخترانهٔ نزدیک گورکول است و کاران به کیرن (پریتی جانگیانی) دختری که در ایستگاه قطار می‌بیند علاقه‌مند می‌شوند. ا ما به دلیل ترس از مدیر، پیگیر علاقه‌شان نمی‌شوند.
راج آریان (شاهرخ خان) به عنوان یک معلم موسیقی (ویولن) وارد گورکل می‌شود و وضع موجود را تغییر می‌دهد. تغییراتی که نارایان شانکر آن‌ها را ناپسند می‌دانسته. راج عمیقاً به عشق معتقد است و هنگامیکه داستان آن سه نفر را متوجه می‌شود، آن‌ها را تشویق می‌کند که به دنبال دلشان بروند. اما هر سهٔ آن‌ها کار را خرابتر می‌کنند. سمیر، متوجه می‌شود که سانجانا دوست پسر دارد. ویکی هنگامیکه می‌خواهد به ایشیکا اظهار عشق کند فقط او را از خودش می‌راند و کاران می‌فهمد که کیرن یک زن بیوه است. راج به پسرها می‌گوید که دلسرد نشوند و سپس از عشق مردهٔ خودش، مگ‌ها (آیشواریا رای) برای آن‌ها می‌گوید که با وجود مرگش همچنان او را دوست دارد و به پسرها می‌گوید که پای عشقشان بایستند.
یک روز راج یک مهمانی در گورکول می‌گیرد و از دختران دانشگاه کناری هم دعوت می‌کند تا عشق را در گورکول گسترش دهد. هنگامیکه نارایان متوجه می‌شود، با عصبانیت او را اخراج می‌کند و راج هم به او می‌گوید که سال‌ها پیش دانشجوی همین کالج بوده و عاشق مگ‌ها که تنها دختر نارایان بوده‌است می‌شود اما نارایان بدون اینکه حتی یکبار هم او را ببیند، اخراجش می‌کند و مگ‌ها هم خودکشی می‌کند. حالا راج به عنوان معلم برگشته تا به خاطر مگ‌ها اوضاع را تغییر دهد و به نارایان قول می‌دهد که پیش از رفتنش از آنجا، فضای گورکول را چنان از محبت پر کند که حتی نارایان هم نتواند آن را از بین ببرد. نارایان هم این مبارزه را قبول می‌کند و اجازه می‌دهد راج مدتی دیگر فعالیت کند.
سمیر، ویکی و کاران بالاخره در عشقشان پیروز می‌شوند و نارایان قوانین را سخت‌تر می‌کند اما آن سه همچنان به شکستن قوانین ادامه می‌دهند و دانشجوهای دیگر را هم تشویق می‌کنند. بالاخره نارایان تصمیم می‌گیرد آن‌ها را اخراج کند اما راج به او می‌گوید که بچه‌ها تقصیری ندارند و مقصر اوست و تصمیم می‌گیرد آنجا را ترک کند. سپس می‌گوید که نارایان بازندهٔ واقعی است. چون نه تنها دخترش او را ترک کرده بلکه حالا راج هم (که به او به چشم پدر نگاه می‌کرده) دارد می‌رود. حرف‌های راج، نارایان را تکان داده و روز بعد از دانشجویان عذرخواهی می‌کند و راج را به جای خودش به مدیریت انتخاب می‌کند. راج هم فضای دانشگاه را از محبت پر می‌کند و در آخر فیلم، راج، نارایان و تصویری از مگ‌ها بین آن دو با خوشحالی به سمت دروازه‌های گورکول پیش می‌روند.

## بازیگران
- آمیتاب باچان درنقش نارایان شانکر
- شاهرخ خان در نقش راج آریان ملهوترا
- آیشواریا رای درنقش مگ‌ها شانکر
- اودای چوپرا درنقش ویکرام (ویکی) اوبروی
- جیمی شرگیل در نقش کاران چودری
- جوگال هانسراج درنقش سمیر شرما
- کیم شارما درنقش سانجانا
- پریتی جانگیانی در نقش کیرن
- شامیتا شتی در نقش ایشیکا دانراجگیر

## موسیقی
| # | آهنگ                      | خواننده(ها)                                                                                                   | مدت   |
| - | ------------------------- | --- | ----- |
| ۱ | "هومکو هومیسه چورا لو"    | لاتا منگشکار واودیت نارایان                                                                                   | ۰۷:۵۲ |
| ۲ | بزن بریم                  | شواتا پاندیت، سونالی باتادکار، پریتامزومدر، اودباو، منوهر شتی و ایشان                                         | ۰۷:۳۸ |
| ۳ | پیرون من بندن هه          | شواتا پاندیت، سونالی باتادکار، پریتامزومدر، اودباو، منوهر شتی و ایشان                                         | ۰۷:۰۱ |
| ۴ | آنکن کولی                 | لاتا منگشکار و اودیت نارایان، شواتا پاندیت، سونالی باتادکار، پریتامزومدر، اودباو منوهر شتی و ایشان وشاهرخ خان | ۰۷:۰۲ |
| ۵ | سونی سونی                 | اودیت نارایان، جاسپیندر نرولا، شواتا پاندیت، سونالی باتادکار، پریتامزومدر، اودباو، منوهر شتی و ایشان          | ۰۹:۰۷ |
| ۶ | بزن بریم ۲                | شواتا پاندیت، سونالی باتادکار، پریتامزومدر، اودباو، منوهر شتی                                                 | ۰۲:۴۹ |
| ۷ | زنده رهتی هه اونکا محبتین | لاتا منگشکار واودیت نارایان                                                                                   | ۰۲:۰۳ |
| ۸ | محبتین لاو تم             | | ۰۲:۲۰ |
| ۹ | ریتم محبتین               | | ۰۳:۵۶ |

## منتقدین وفروش
نظرات منتقدین:
محبتین نقدهای مثبت را از منتقدین دریافت کرد. آلوک کومار از پلانت بالیوود گفت:"فیلمی که به شما
احساس خوبی از درجه‌ای جدید می‌دهد."او می‌نویسد:"این فیلم باعث شد من به کاراکترها دقت کنم.
اتفاقی که از زمان بازی در خشان پوجا بهات درزخم ویا اجرای شادکنندهٔ کاجول در
داره یه اتفاقایی میفته نیفتاده بود. شخصیت‌های محبتین به واقعی نزدیکند. درحالیکه در بسیاری از فیلم هاشخصیت‌ها تک بعدی‌اند."جنیفر هاپ فینگر از thebollywoodticket.com گفت:"تماشای خان وباچان درحالیکه با آب وتاب در مورد عشق وترس سخنرانی می‌کنند، به همراه احساساتی که ماهرانه تجسم بخشیده‌اند، بسیارسرگرم‌کننده است."سامرا آر سامشوار از Rediff.com نظر می‌دهد:"این فیلم احساس خوبی می‌دهد وشماازتماشای آن لذت می‌برید."وبه فیلم ۴از ۵ستاره می‌دهد. تاران آدارش از بالیوود هنگاما ۳ستاره از۵ستاره به فیلم می‌دهدو ستیز بین شخصیت‌های اصلی و همچنین سه داستان عاشقانهٔ درون فیلم راتحسین
می‌کند امااز مدت بیش از حد طولانی آن انتقاد می‌کند.
فروش:
محبتین در فروش بسیار قدرتمند عمل کرد و۷۴۱٫۱ میلیون روپیه(۱۱میلیون دلار) درسطح جهانی فروخت وتبدیل
به دومین فیلم پرفروش سال شد ولقب پرفروش گرفت.

## جوایز
- - جوایز فیلم فیر:
- برنده: جایزهٔ بهترین بازیگر مرد ازدید منتقدین:شاهرخ خان
- برنده: جایزهٔ بهترین بازیگر نقش مکمل مرد:آمیتاب باچان
- برنده: جایزهٔ بهترین ضبط موسیقی
- برنده: جایزهٔ بهترین صحنهٔ سال (صحنهٔ به اوج رسیدن ستیز بین راج ونارایان)
- نامزد بهترین فیلم:آدیتیا چوپرا
- نامزدجایزه فیلم فیر برای بهترین بازیگر مرد
- نامزد بهترین بازیگر نقش مکمل زن:(آیشواریا رای)
- نامزد بهترین موسیقی:جاتین لالیت
- نامزد بهترین شعر:آناند بخشی برای:هومکو هومیسه چورا لو
  - سایر جوایز:
- جایزهٔ آیفا-بهترین طراحی لباس(کاران جوهر)
- جایزهٔ آیفا-بهترین داستان (آدیتیا چوپرا)
- جایزهٔ اسکرین-بهترین شعر (آناندبخشی)
- جایزهٔ سانسویی منتخب بینندگان-بهترین بازیگر مرد (شاهرخ خان)